# Stefan Mustafa Abramowicz
Stefan Mustafa Abramowicz ps. Munia (ur. 20 stycznia 1915 w Klecku, zm. 9 kwietnia 2018 w Manchesterze) – polski ułan pochodzenia tatarskiego z 1 szwadronu tatarskiego 13 pułku Ułanów Wileńskich, żołnierz 2 Korpusu Polskiego gen. Władysława Andersa, uczestnik bitwy o Monte Cassino, porucznik Wojska Polskiego w stanie spoczynku.

## Życiorys

### Młodość
Urodził się 20 stycznia 1915 w Klecku niedaleko Nieświeża, w rodzinie polskich Tatarów – właściciela garbarni Ibrahima Abramowicza i zajmującej się ogrodnictwem Fursii Aleksandrowicz. Miał pięcioro rodzeństwa. W prywatnej szkole uczył się czytania Koranu w języku arabskim. W 1925 poszedł do szkoły powszechnej w Klecku. Aby pomoc rodzicom w pracy na gospodarce, naukę musiał zakończył w wieku 15 lat.

### Służba wojskowa i okres II wojny światowej
15 września 1937 został powołany do czynnej służby wojskowej na okres dwóch lat, którą odbywał w 1 szwadronie tatarskim 13 pułku Ułanów Wileńskich Wojska Polskiego w Nowej Wilejce. W trakcie polskiej wojny obronnej we wrześniu 1939 oddelegowano go do wysyłania pociągami z koszar pułku i uzupełniania jednostek czynnego wojska przybyłymi rezerwistami kierowanymi na front zachodni. Razem ze swoim szwadronem brał udział w walkach z Niemcami na Mazowszu i Lubelszczyźnie.
27 września 1939 został aresztowany i osadzony w obozie jenieckim dla szeregowców w Kozielsku. Po dwumiesięcznym brutalnym śledztwie został w listopadzie 1939 skierowany do prac przy naprawie dróg i remoncie lotnisk w rejonie Lwowa i Przemyśla, a później jako pracownik przymusowy wysłany do kopalni Rudy Żelaza w Krzywym Rogu. Po wybuchu wojny niemiecko-sowieckiej został w lipcu 1941 ewakuowany w kolumnie marszowej do obozu jenieckiego w Starobielsku. Następnie na mocy układu Sikorski-Majski został zwolniony z obozu i wstąpił do Polskich Sił Zbrojnych formowanych w ZSRR. W kwietniu 1942 wraz z armią dostał się, poprzez port w Krasnowodzku, do Iranu. Przez Irak i Palestynę dotarł do Egiptu.
Został elektrykiem pojazdów mechanicznych szwadronowej czołówki naprawczej. Od kwietnia 1944 służył jako czołgista w 1 pułku Ułanów Krechowieckich 2 Warszawskiej Brygady Pancernej 2 Korpusu, który włączono do 8 Armii Wojsk Sprzymierzonych, dowodzonej przez gen. Olivera Leese. Brał udział w kampanii włoskiej, walcząc m.in. w bitwie o Monte Cassino. W czerwcu 1944, ranny w czołgu podczas boju pod Ankoną, trafił do szpitala polowego. W lutym 1945 z nową załogą brał udział w wyzwoleniu Loreto oraz Bolonii.

### Po wojnie
Po demobilizacji Polskich Sił Zbrojnych, będąc w stopniu starszego ułana, przypłynął z polskimi żołnierzami okrętem „Mauretania” do Liverpoolu w Anglii. Służbę wojskową zakończył w 1947. Ze względu na zajęcie Wileńszczyzny przez Związek Radziecki pozostał na emigracji w Wielkiej Brytanii. W 1971 odwiedził pierwszy raz po wojnie swoje rodzinne strony. W 1984 rząd Rzeczypospolitej Polskiej na uchodźstwie nadał mu stopień plutonowego w korpusie podoficerów kawalerii.
W październiku 2000 został awansowany na stopień podporucznika, a w lipcu 2016 na stopień porucznika i odznaczony Krzyżem Oficerskim Orderu Odrodzenia Polski.

## Życie prywatne
Po zakończeniu wojny osiadł na stałe w Manchesterze. W grudniu 1949 ożenił się z polską Tatarką Haliną Milkamanowiczówną (1926–1999) ze Słonimia na Kresach. Miał z nią dwie córki: Mary i Janet.

## Odznaczenia
- Krzyż Oficerski Order Odrodzenia Polski
- Medal Wojska[8]
- Krzyż Kampanii Wrześniowej[8]
- Krzyż Pamiątkowy Monte Cassino[8]
- Gwiazda za Wojnę 1939–1945[8]
- Medal Wojny 1939–1945[8]
- Gwiazda Italii[8]
- Medal Obrony[8]

## Publikacje
- Wędrówka życiowa, Autobiografia (Polska Fundacja Kulturalna, Londyn 2004)
- Droga mojego życia (Muzułmański Związek Religijny RP Najwyższe Kolegium Muzułmańskie, 2016; ISBN 978-83-934341-7-6)